# Lucerne (Misuri)
Lucerne es una villa ubicada en el condado de Putnam en el estado estadounidense de Misuri. En el Censo de 2010 tenía una población de 85 habitantes y una densidad poblacional de 131,27 personas por km².

## Geografía
Lucerne se encuentra ubicada en las coordenadas 40°27′49″N 93°17′30″O / 40.46361, -93.29167. Según la Oficina del Censo de los Estados Unidos, Lucerne tiene una superficie total de 0.65 km², de la cual 0.65 km² corresponden a tierra firme y (0%) 0 km² es agua.

## Demografía
Según el censo de 2010, había 85 personas residiendo en Lucerne. La densidad de población era de 131,27 hab./km². De los 85 habitantes, Lucerne estaba compuesto por el 98.82% blancos, el 0% eran afroamericanos, el 0% eran amerindios, el 1.18% eran asiáticos, el 0% eran isleños del Pacífico, el 0% eran de otras razas y el 0% pertenecían a dos o más razas. Del total de la población el 0% eran hispanos o latinos de cualquier raza.